# 施托克施塔特巴格湖

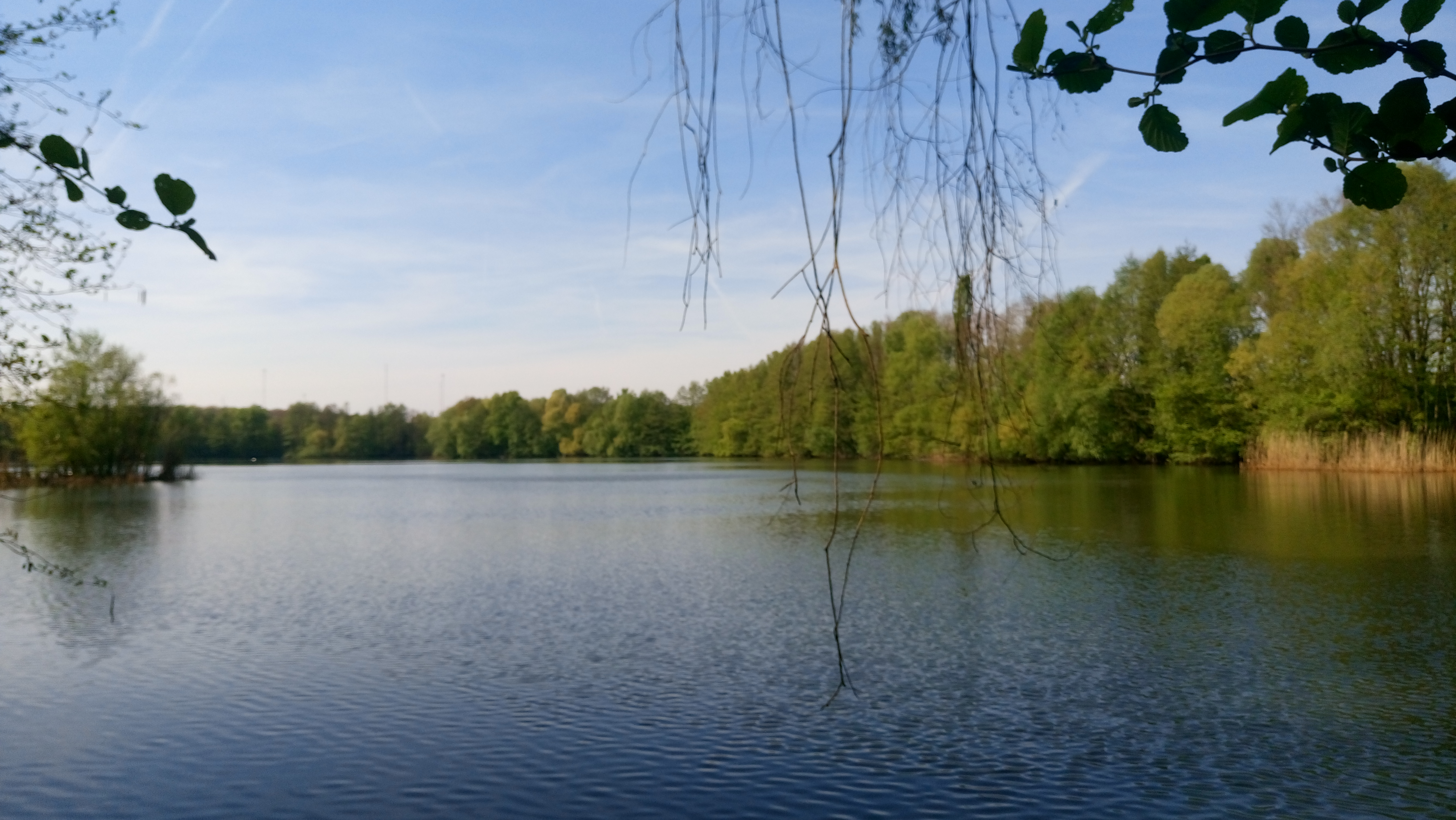

50°0′0.81″N 9°2′29.22″E / 50.0002250°N 9.0414500°E
施托克施塔特巴格湖（德語：Stockstädter Baggersee），是德國的湖泊，位於該國東南部，由巴伐利亞州負責管轄，處於美因河畔施托克施塔特附近，長0.6公里、寬0.2公里，面積0.09平方公里，海拔高度107米。